# Saint-Gouéno
Saint-Gouéno (tiếng Breton: Sant-Gouenoù) là một xã của tỉnh Côtes-d’Armor, thuộc vùng Bretagne, tây bắc Pháp.

## Dân số
Người dân ở Saint-Gouéno được gọi là Gouénovais.